# Classe Tucker
La classe Tucker est une classe de six destroyers de l'United States Navy construits entre 1914 et 1916 et actifs jusqu'en 1934.